# Ratpenat de cua de beina de l'illa Rennell
El ratpenat de cua de beina de l'illa Rennell (Emballonura dianae) és una espècie de ratpenat de la família dels embal·lonúrids, que viu a Papua Nova Guinea i les illes Salomó, i es troba amenaçada per la pèrdua d'hàbitat.